# Wahlbezirk Böhmen 113
Der Wahlbezirk Böhmen 113 war ein Wahlkreis für die Wahlen zum Abgeordnetenhaus im österreichischen Kronland Böhmen. Der Wahlbezirk wurde 1907 mit der Einführung der Reichsratswahlordnung geschaffen und bestand bis zum Zusammenbruch der Habsburgermonarchie.

## Geschichte
Nachdem der Reichsrat im Herbst 1906 das allgemeine, gleiche, geheime und direkte Männerwahlrecht beschlossen hatte, wurde mit 26. Jänner 1907 die große Wahlrechtsreform durch Sanktionierung von Kaiser Franz Joseph I. gültig. Mit der neuen Reichsratswahlordnung schuf man insgesamt 516 Wahlbezirke mit je einem zu wählenden Abgeordneten, die durch Direktwahl mit allfälliger Stichwahl bestimmt wurden. Der Wahlkreis Böhmen 113 umfasste die Gerichtsbezirke Saaz, Komotau und Sebastiansberg sowie die Gemeinden Wetzlau und Swojetin (beide Gerichtsbezirk Rakonitz). Von den genannten Gerichtsbezirken waren die Städte Saaz (Wahlbezirk 87) sowie Komotau und Sebastiansberg (Wahlbezirk 86) ausgenommen. Aus der Reichsratswahl 1907 ging Hans Damm von der Deutschen Agrarpartei als Sieger hervor. Er konnte sein Mandat bei der  Reichsratswahl 1911 erfolgreich verteidigen.

## Wahlergebnisse

### Reichsratswahl 1907
Die Reichsratswahl 1907 wurde am 14. Mai 1907 (erster Wahlgang) sowie am 23. Mai 1907 (Stichwahl) durchgeführt.

#### Erster Wahlgang
| Kandidat                                                                      | Partei                     | Wahlkreis- stimmen | Prozent |
| ----------------------------------------------------------------------------- | -------------------------- | ------------------ | ------- |
| Josef Barth                                                                   | Sozialdemokratische Partei | 3158               | 45,6 %  |
| Hans Damm                                                                     | Deutsche Agrarpartei       | 2619               | 45,6 %  |
| Franz Kittel                                                                  | Alldeutsche Vereinigung    | 1100               | 37,8 %  |
|                                                                               | Tschechischer Zählkandidat | 27                 | 0,4 %   |
|                                                                               | Sonstige Parteien          | 29                 | 0,4 %   |
| Wahlberechtigte: 8.613, Ungültige/Leere Stimmen: 100, Wahlbeteiligung: 81,7 % |                            |                    |         |

#### Stichwahl
| Kandidat                                                                     | Partei                     | Wahlkreis- stimmen | Prozent |
| ---------------------------------------------------------------------------- | -------------------------- | ------------------ | ------- |
| Hans Damm                                                                    | Deutsche Agrarpartei       | 4181               | 59,4 %  |
| Josef Barth                                                                  | Sozialdemokratische Partei | 2855               | 40,6 %  |
| Wahlberechtigte: 8.613, Ungültige/Leere Stimmen: 99, Wahlbeteiligung: 83,8 % |                            |                    |         |

### Reichsratswahl 1911
Die Reichsratswahl 1911 wurde am 13. Juni 1911 sowie am 20. Juni 1911 (Stichwahl) durchgeführt.

#### Erster Wahlgang
| Kandidat                                                                      | Partei                     | Wahlkreis- stimmen | Prozent |
| ----------------------------------------------------------------------------- | -------------------------- | ------------------ | ------- |
| Hans Damm                                                                     | Deutsche Agrarpartei       | 2996               | 44,0 %  |
| Josef Barth                                                                   | Sozialdemokratische Partei | 2684               | 39,4 %  |
| Franz Kittel                                                                  | Alldeutsche Vereinigung    | 1100               | 16,2 %  |
|                                                                               | Sonstige Parteien          | 28                 | 0,4 %   |
| Wahlberechtigte: 8.554, Ungültige/Leere Stimmen: 126, Wahlbeteiligung: 81,7 % |                            |                    |         |

#### Stichwahl
| Kandidat                                                                     | Partei                     | Wahlkreis- stimmen | Prozent |
| ---------------------------------------------------------------------------- | -------------------------- | ------------------ | ------- |
| Hans Damm                                                                    | Deutsche Agrarpartei       | 3910               | 59,3 %  |
| Josef Barth                                                                  | Sozialdemokratische Partei | 2680               | 40,7 %  |
| Wahlberechtigte: 8.554, Ungültige/Leere Stimmen: 61, Wahlbeteiligung: 78,9 % |                            |                    |         |